# Dyrøy
Dyrøy (en sami septentrional: Divrráid suohkan) es un municipio de Troms, Noruega. El centro administrativo es Brøstadbotn.  Otros pueblos son Dyrøyhamn, Espenes, Holm, and Hundstrand.
El nombre proviene de la isla de Dyrøya, que está conectada al continente por el puente de Dyrøy. Sin embargo, la mayoría de la población no vive en la isla, sino en Brøstadbotn.

## Evolución administrativa

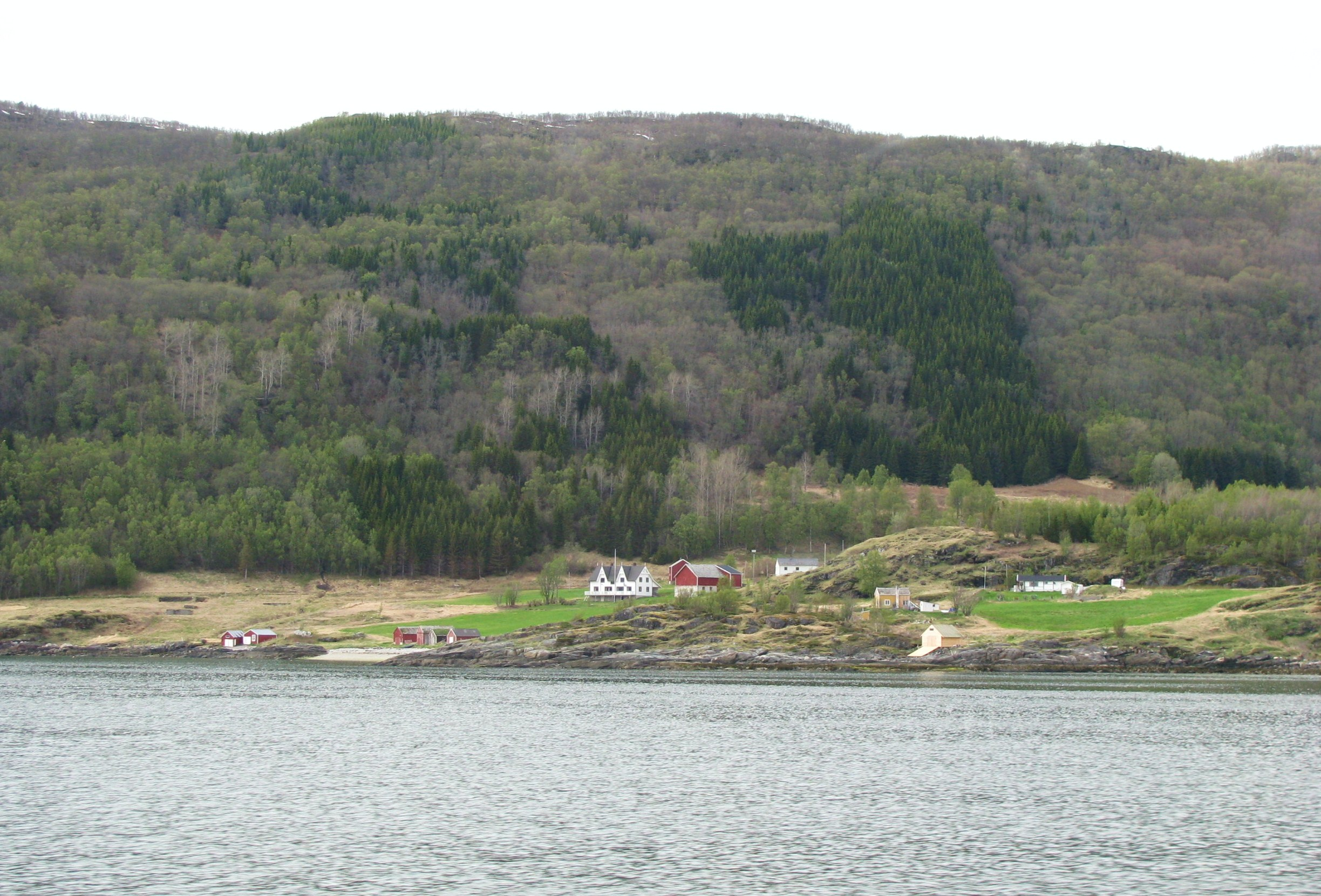
Granja en Dyrøy

Dyrøy ha sufrido pocos cambios desde su fundación, los cuales son:
| Año  | Cambio territorial                             | Población |
| ---- | ---------------------------------------------- | --------- |
| 1886 | Fundación tras separación de Tranøy            | 1281      |
| 1964 | Terrenos continentales de Tranøy pasan a Dyrøy | +382      |

## Etimología
El municipio debe su nombre a la isla de Dyrøya (nórdico antiguo: Dýrøy). El primer elemento es dýr que significa «ciervo» (en específico, reno) y el segundo es øy que significa «isla». Antes de 1909, el nombre era Dyrø.

## Geografía
El municipio está presente tanto en Dyrøya como en el continente al este, conectados por el puente de Dyrøy. Los fiordos de Vågsfjorden, Tranøyfjorden y Solbergfjorden se extienden a lo largo de los límites oeste y norte.
El municipio es montañoso con una estrecha playa. En tierra firme, el valle de Bjørkebakkdalen se dirige al sur desde Brøstadbotn. El punto más alto es el monte Løksetind con 1237m de altura, localizado en el límite con Salangen.

## Gobierno
El municipio se encarga de la educación primaria, asistencia sanitaria, atención a la tercera edad, desempleo, servicios sociales, desarrollo económico, y mantención de caminos locales.

### Concejo municipal
El concejo municipal (Kommunestyre) tiene 14 representantes que son elegidos cada 4 años y estos eligen a un alcalde. Estos son:

### Dyrøy Kommunestyre 2015-2019
| Partido                            | Número de representantes |
| ---------------------------------- | ------------------------ |
| Partido Laborista                  | 5                        |
| Partido del Progreso               | 4                        |
| Partido Conservador                | 2                        |
| Partido de Centro                  | 2                        |
| Partido de la Izquierda Socialista | 1                        |